# رتیل دودنبی
رتیل دودنبی (نام علمی: Diplura) نام یک سرده از تیره رتیل قیف‌تنک است.